# ناحیه گریناپ، شهرستان کومبرلند، ایلینوی
ناحیه گریناپ (به انگلیسی: Greenup Township) یک منطقهٔ مسکونی در ایالات متحده آمریکا است که در شهرستان کومبرلند واقع شده‌است. ناحیه گریناپ ۱۸۱ متر بالاتر از سطح دریا واقع شده‌است.